# Promodo CMS
Promodo CMS — вільна система керування вмістом з відкритим вихідним кодом, розповсюджується за власною ліцензією, написана на PHP і JavaScript і використовує MySQL як базу даних. Використовується для створення корпоративних і сайтів-візитівок.

## Функціонал
За допомогою Promodo CMS можна створювати сайти з каталогом необмеженої вкладеності та різноманітної структури, завдяки шаблонам даних, що конструюються вручну.
Основною особливістю даної CMS є можливість зручної настройки сайту під пошукові системи з адміністраторської панелі. Найважливішими з яких є:
- керування meta-даними всіх сторінок сайту,
- контроль за дубльованим контентом,
- автоматичне створення статичних адрес сторінок,
- вказання основного дзеркала сайту,
- формування редиректу,
- створення і редагування файлу robots.txt,
- встановлення і підтвердження прав на сайт для панелей вебмайстрів Яндекс та Google,
- встановлення коду системи статистики Google Analytics та ін.

Станом на квітень 2014 року офіційний сайт компанії Promodo [Архівовано 18 лютого 2021 у Wayback Machine.] повідомляє про те, що розробка і підтримка Promodo CMS припинені.